# Семінара
Семінара (італ. Seminara, сиц. Siminara) — муніципалітет в Італії, у регіоні Калабрія,  метрополійне місто Реджо-Калабрія‎.
Семінара розташована на відстані близько 490 км на південний схід від Рима, 90 км на південний захід від Катандзаро, 31 км на північний схід від Реджо-Калабрії.
Населення — 2826 осіб (2014).
Щорічний фестиваль відбувається 25 листопада. Покровитель — San Mercurio di Cesarea.

## Демографія
Населення за роками:

Станом на 1 січня 2023 року в муніципалітеті офіційно проживали 44 іноземці з 13 країн, серед них 26 громадян країн Євросоюзу та 4 громадяни України.

## Сусідні муніципалітети
- Баньяра-Калабра
- Джоя-Тауро
- Мелікукка
- Оппідо-Мамертіна
- Пальмі
- Рицциконі
- Сан-Прокопіо